# Justus Ludwig Olthoff
Justus Ludwig Olthoff, auch von Olthoff, (* 18. Januar 1659 in Schwerin; † 1720) war Bürgermeister von Stralsund sowie königlicher Landrat und Regierungsrat in Schwedisch-Pommern.

## Leben
Justus Ludwig Olthoff war der Sohn des Lucas Olthoff, herzoglich mecklenburgischer Superintendent des Kirchenkreises Schwerin. Er wurde 1671 an der Universität Rostock immatrikuliert. An der Universität Wittenberg legte er 1677 bei Konrad Samuel Schurzfleisch eine Dissertation vor.
1685 war er Stadtsekretär in Stralsund, 1686 Advokat für die schwedischen Gerichte in Pommern. Er wurde 1692 Mitglied des Stadtrates von Stralsund und Vizesyndikus der Stadt. Im selben Jahr wurde er an der Universität Greifswald zum Dr. iur. promoviert und Beisitzer des Stralsunder Konsistoriums.
Als Vertreter der pommerschen Landstände nahm er 1697 am Begräbnis des schwedischen Königs Karl XI. sowie an der Krönung Karls XII. teil. 1701 wurde er Bürgermeister in Stralsund, 1702 königlich-schwedischer Landrat. Er gehörte von 1703 bis 1709 als städtischer Deputierter der Matrikelkommission an, die die schwedische Landesaufnahme von Vorpommern leitete.
Am 22. März 1707 wurde er zum Regierungsrat ernannt und am 4. Mai desselben Jahres in den schwedischen Adelsstand erhoben.

## Familie
Justus Ludwig Olthoff war in erster Ehe mit Ilsabe Engelbrecht und seit 1699 in zweiter Ehe mit Juliane Coch verheiratet. Juliane Coch brachte aus ihrer Ehe mit Christian Ehrenfried Charisius einen Sohn mit in die Familie. Christian Ehrenfried Charisius von Olthoff, schwedischer Regierungsbeamter, Postdirektor und Theaterschriftsteller, trug seit der Erhebung seines Stiefvaters in den Adelsstand den Zusatz „von Olthoff“.
Ein Halbbruder von Justus Ludwig, Carl Otto Olthof(f), war Pastor in Parchim.